# Pushback

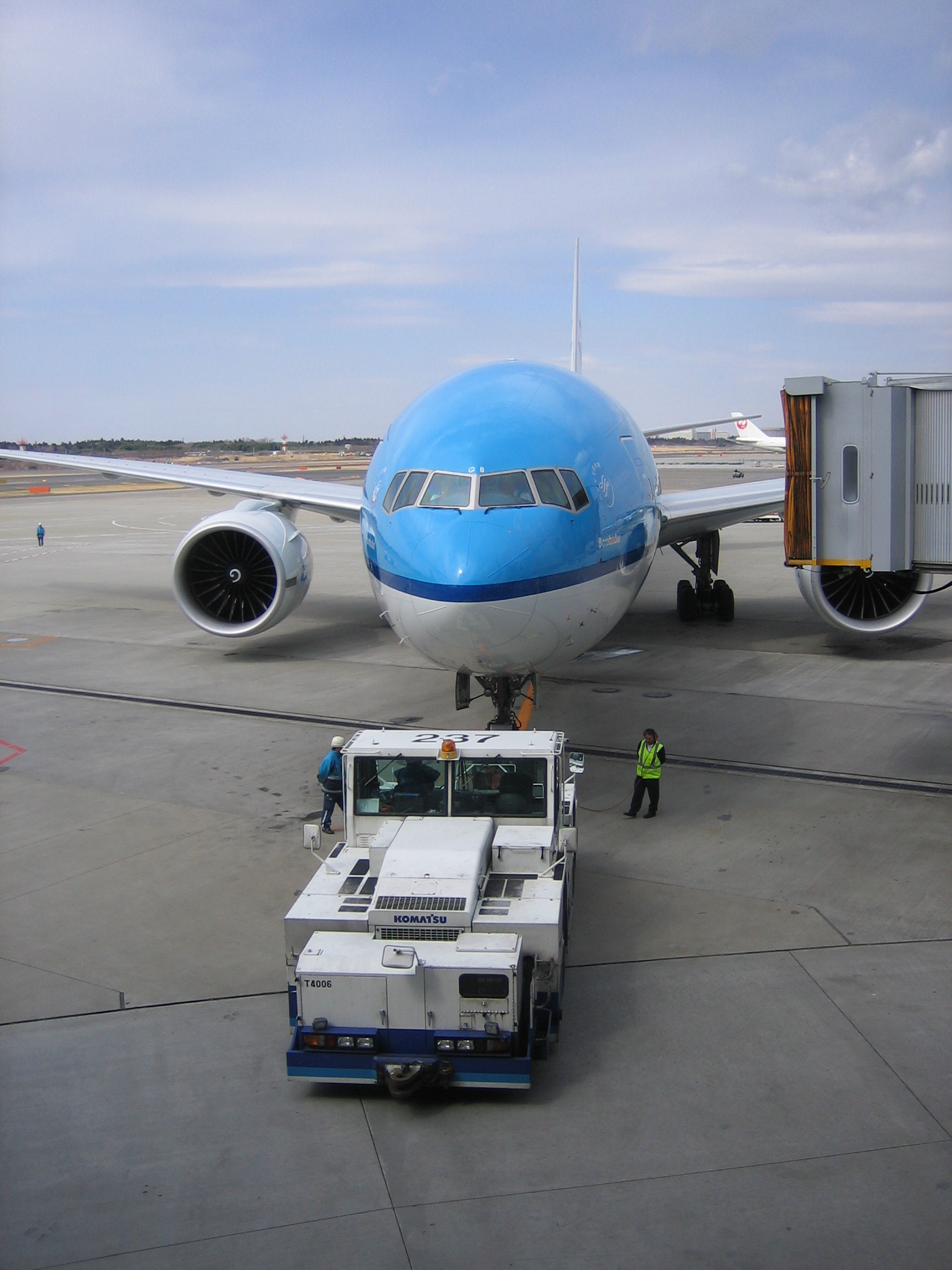
Tractor de reboque efectuando o pushback de um Boeing 777 da KLM

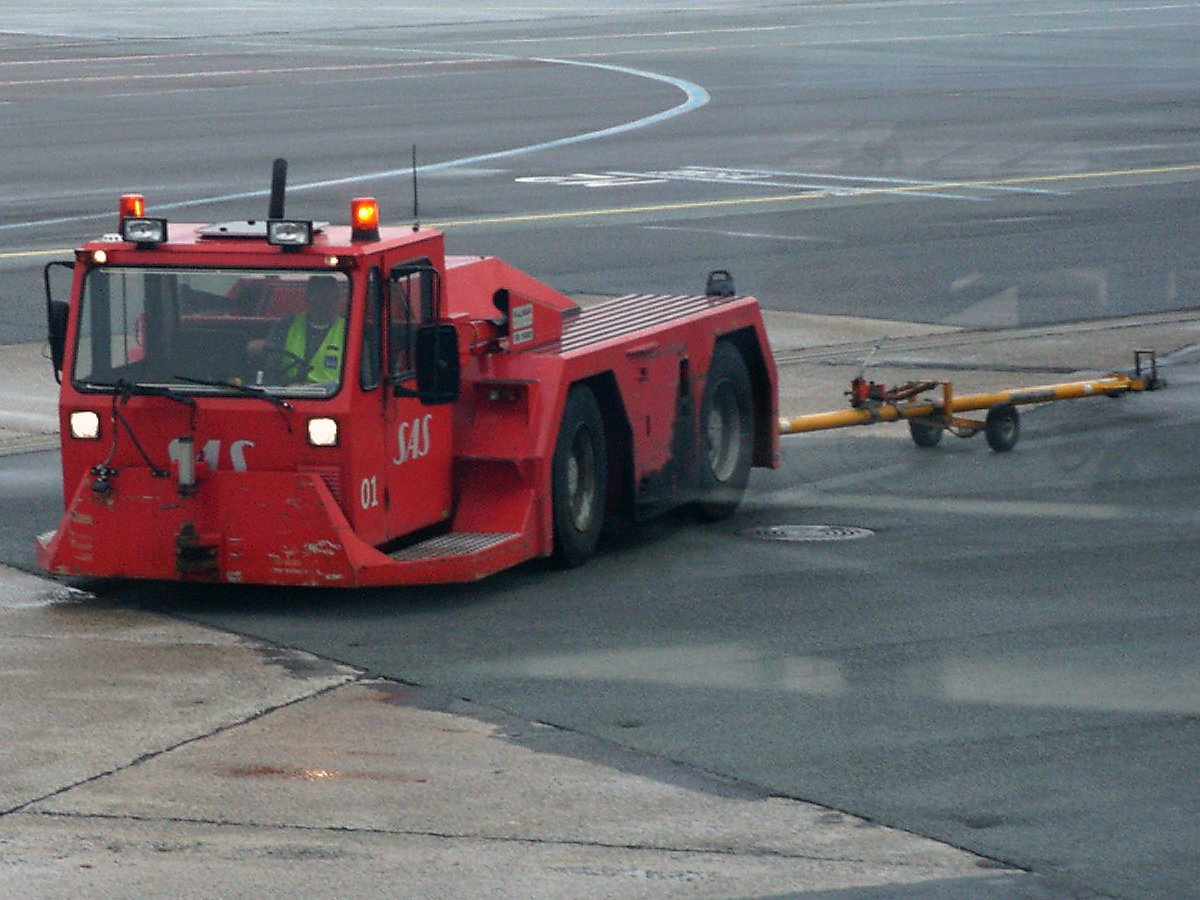
Tractor de reboque e towbar

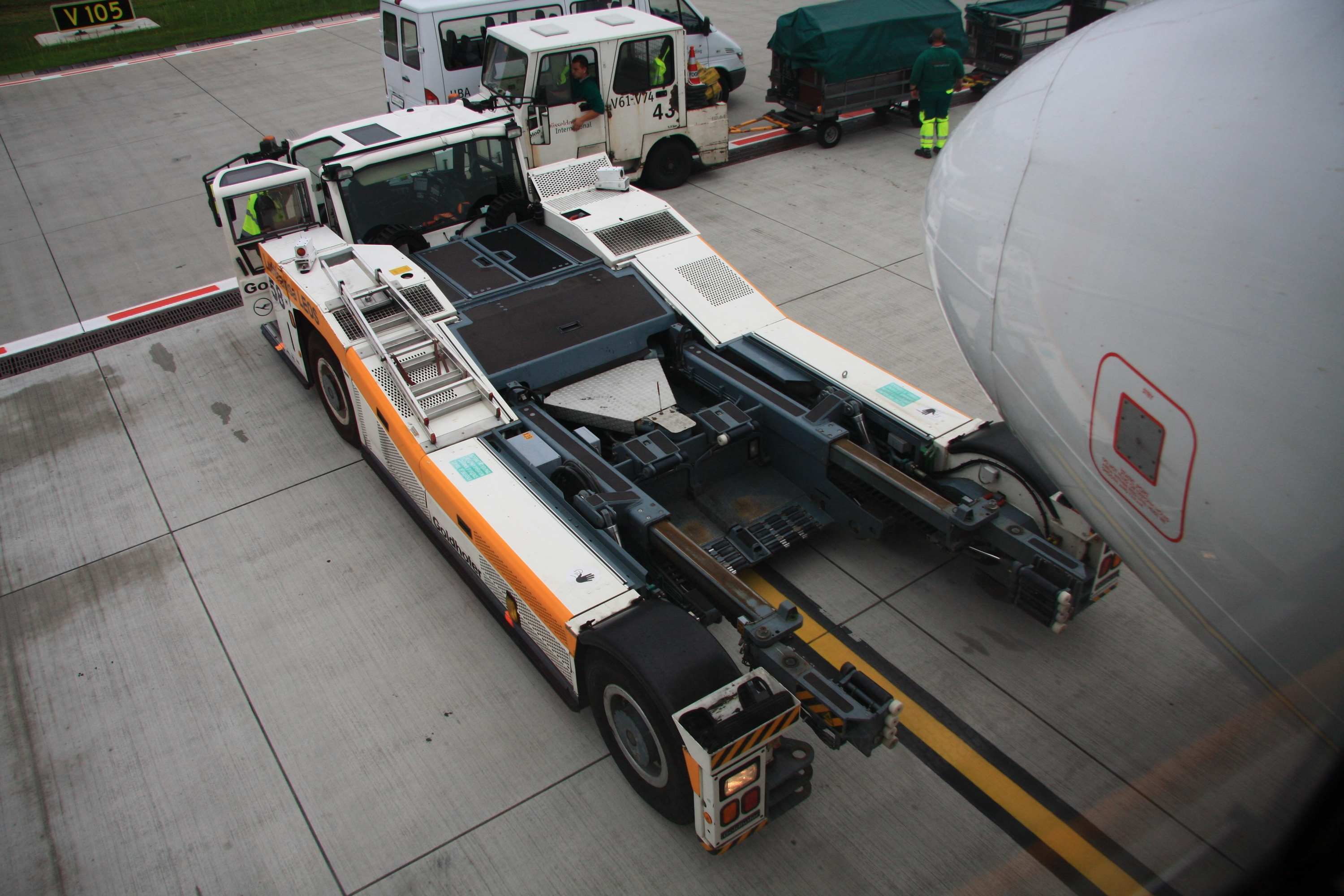
Tractor de reboque sin towbar

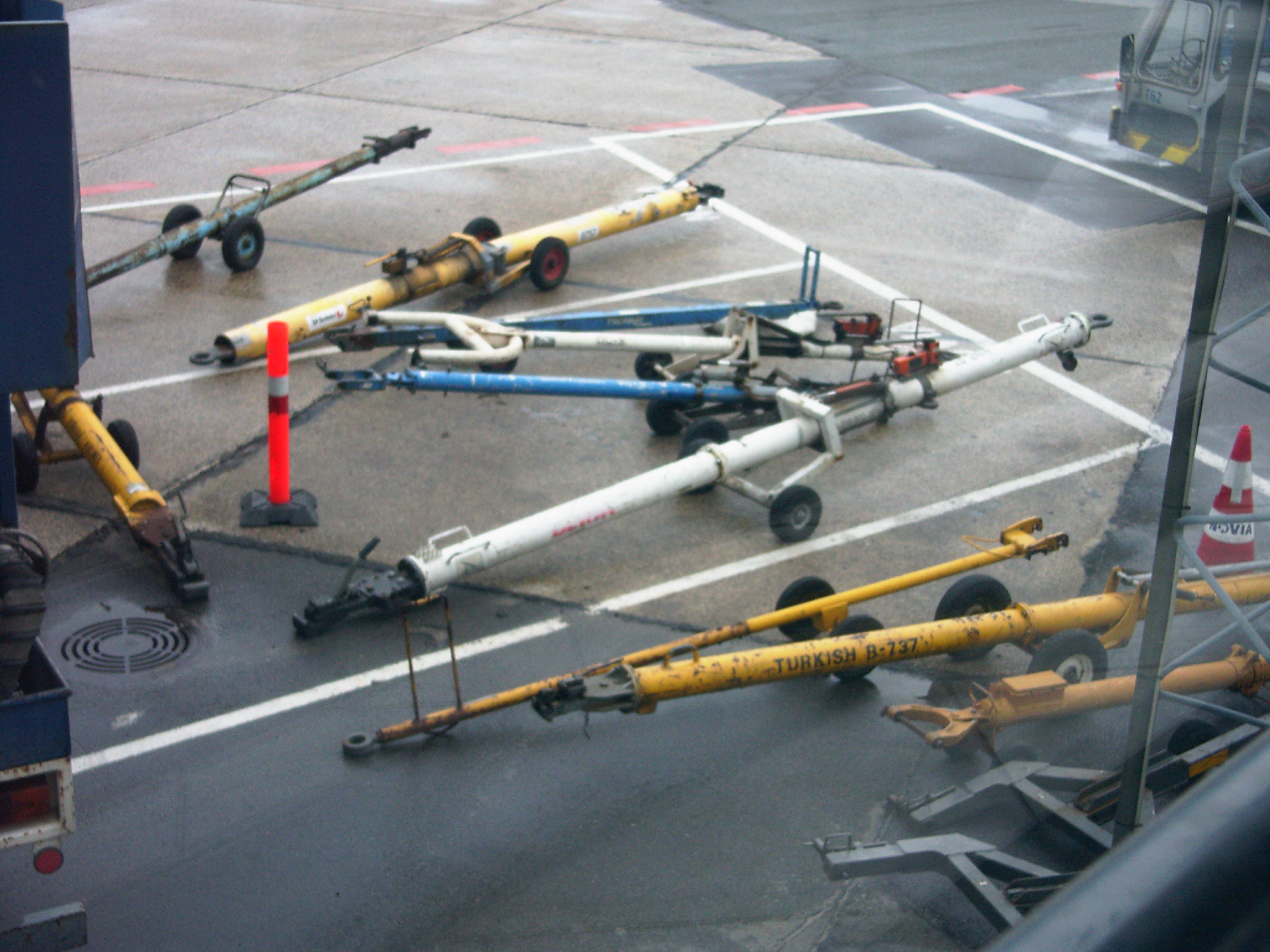
Pormenor das towbars

O Pushback é o procedimento pelo qual um avião é rebocado desde a porta de embarque, até à taxiway. Este processo é efectuado por um veículo, comumente designado por tractor de reboque, que é ligado ao avião por uma barra (towbar).
O pushback é utilizado quando não existe espaço suficiente para o avião efetuar a manobra usando os seus próprios meios. Embora os aviões possam utilizar o reverso para efectuar o movimento para trás, este processo não é efectuado devido às sérias consequências que isso poderia trazer, pelo resultado do forte impulso dos motores. Este impulso poderia causar a projecção de poeiras, e outros detritos, tanto à aeronave, como às pessoas, equipamentos e edifícios. Este serviço é, também, utilizado como forma de minimizar o ruído, e o desperdício de combustível.